# Waleria Lewicka
Waleria Lewicka z  Biłgorajskich (ur. ? - zm. 18 lutego 1870 w Warszawie) - filantropka i właścicielka sklepu, działaczka patriotyczna i kobieca.
Była właścicielką sklepu tekstylnego, w którym sprzedawała stroje i bieliznę. Członkini grupy Entuzjastek skupionej wokół Narcyzy Żmichowskiej. Była również zaangażowana w prace konspiracyjnej Organizacji kierowanej najpierw przez Edwarda Domaszewskiego a potem Henryka Krajewskiego. Od 1857 żona księgarza i zesłańca syberyjskiego Józefa Celsa Lewickiego (1818-1891). Filantropka, czynna w działaniach na rzecz biednych w Warszawie.